# Souffelweyersheim
Souffelweyersheim é uma comuna francesa na região administrativa de Grande Leste, no departamento Baixo Reno. Estende-se por uma área de 4,51 km². Em 2010 a comuna tinha 8 067 habitantes (densidade: 1 788,7 hab./km²).240 hab/km².